# Chikkathekahalli, Sidlaghatta
Chikkathekahalli là một làng thuộc tehsil Sidlaghatta, huyện Kolar, bang Karnataka, Ấn Độ.